# Arhopala carolina
Arhopala carolina är en fjärilsart som beskrevs av Holland 1900. Arhopala carolina ingår i släktet Arhopala och familjen juvelvingar. Inga underarter finns listade i Catalogue of Life.